# Шина расширения
Шина расширения (англ. Expansion bus) — компьютерная шина, которая используется на материнской плате компьютеров, для добавления устройств (плат) в компьютер (на карты расширения). Есть несколько видов:

## Персональные компьютеры
- ISA — 8 и 16 разрядная, использовалась в первых персональных компьютерах
- MCA — микроканальная архитектура, разработана IBM, для своего компьютера IBM PS/2
- NuBus — шина расширения компьютеров Macintosh II и NeXT
- EISA — шина, разработанная на смену шине ISA, в противовес MCA. Не получила широкого распространения за пределами серверных решений.
- VL-bus — дополнительная по отношению к ISA шина расширения, предназначенная для повышения пропускной способности канала передачи данных между материнской платой и видеокартой (иногда — иными устройствами). Являлась расширением внутренней шины микропроцессора Intel 80486 и вышла, в связи с этим, из употребления после смены поколений процессоров, проиграв конкуренцию PCI.
- PCI — шина, разработанная Intel, для процессоров Pentium
- AGP — вариант PCI, использовавшийся для видеокарт
- PCI Express — современная шина, которая пришла на смену PCI

## Промышленные компьютеры
- ISA
  - PC/104
- STD
- PCI
  - PC/104+
  - CompactPCI
- VMEbus
  - VME32
  - VME64
- StackPC
- PCI Express
  - CompactPCI Serial
  - CompactPCI PlusIO
  - OpenVPX
  - AdvancedTCA
    - MicroTCA